# Daniel Břežný
Daniel Břežný (* 19. prosince 1977 Brno) je bývalý český fotbalový obránce a v současnosti trenér.

## Hráčská kariéra
Zdroje: 
Začínal v brněnských Kohoutovicích, odkud přestoupil do Zbrojovky Brno, v jejímž dresu také debutoval v nejvyšší soutěži. Utkání, ve kterém domácí před téměř 25 000 diváky porazili mužstvo FC Karviná 5:1, se hrálo na stadionu Za Lužánkami ve středu 11. června 1997. Daniel Břežný nastoupil na posledních 5 minut, když vystřídal Patrika Siegla. Svůj jediný gól v domácí 1. lize vstřelil 26. dubna 2006 za Slovácko na Andrově stadionu domácí Olomouci, jímž vyrovnal na konečných 1:1. Nejvyšší soutěž hrál také na Slovensku za MFK Ružomberok, v Kazachstánu za Šachťor Karagandy a ve Švýcarsku za lichtenštejnský FC Vaduz. Celkem odehrál 48 prvoligových utkání, v nichž zaznamenal 2 branky. Na jaře 2009 vyhrál s Vaduzem Lichtenštejnský fotbalový pohár, přestože do finálového utkání nezasáhl.
Druhou nejvyšší soutěž hrál v Poštorné (podzim 1997), Slovácké Slavii Uherské Hradiště (jaro 1998), Dolních Kounicích (jaro 2003), Drnovicích (2003/04) a řeckém Niki Volos (2004/05), kde ho vedl Radek Rabušic. Celkem nastoupil v 73 druholigových zápasech, v nichž vstřelil 7 branek.
Třetí nejvyšší soutěž hrál za brněnské B-mužstvo (jaro 1996, podzim 1996, 1999/00 a podzim 2000), FC Zeman Brno (1998/99), Kyjov (jaro 2001, 2001/02 a podzim 2002), Kohoutovice (podzim 2005), B-mužstvo Slovácka (jaro 2006), Bystrc-Kníničky (podzim 2009) a na hostování v Zábřehu (podzim 2010). V MSFL vstřelil celkem 14 branek, z toho 10 za Kyjov.

## Trenérská kariéra
Na sklonku hráčské kariéry se stal trenérem, začínal u mužů FK SK Bosonohy během svého zranění v roce 2010. V létě 2012 se přesunul ke zbrojovácké juniorce jako asistent trenéra Grmely. V sezoně 2015/16 vedl divizní FC Slovan Rosice. Od sezony 2016/17 vede FK SK Bosonohy v nejvyšší jihomoravské soutěži, kde mezi jeho svěřence patří mj. jeho bývalý spoluhráč Richard Dostálek. V roce 2022 začal trénovat mládež klubu Svratka Brno.

## Ligová bilance
| Ročník                | Zápasy | Góly | Minuty | Klub               |
| --------------------- | ------ | ---- | ------ | ------------------ |
| I. liga ČR 1996/97    | 1      | 0    | 5      | Boby Brno          |
| I. liga ČR 1999/00    | 4      | 0    | 263    | Stavo Artikel Brno |
| I. liga ČR 2000/01    | 5      | 0    | 128    | Stavo Artikel Brno |
| I. liga ČR 2005/06    | 7      | 1    | 540    | 1. FC Slovácko     |
| I. liga SR 2006/07    | 11     | 0    | –      | MFK Ružomberok     |
| I. kaz. liga 2007     | 9      | 1    | –      | Šachťor Karagandy  |
| I. švýc. liga 2008/09 | 11     | 0    | –      | FC Vaduz           |
| CELKEM I. LIGA ČR     | 17     | 1    | 936    |                    |